# Slender Rising
Slender Rising est un jeu iOS de survival horror à la première personne du développeur Michael Hegemann. Il a été publié le 12 novembre 2012 et fonctionne sur tous les appareils Apple iOS à partir de l'iPhone 3GS. Le jeu a été mis à jour depuis sa sortie et depuis le 5 janvier 2013, une version gratuite est disponible. Le jeu est basé sur le mythe en ligne de Slender Man, où le joueur doit éviter l'entité dangereuse connue sous le nom de Slender Man.
En 2014, le jeu a également été porté sur Android, mais en 2018, il a été retiré de Google Play et n'a plus été mis à jour.

## Système de jeu
Slender Rising est conçu comme un jeu solo. Dans le jeu, le joueur se déplace dans un endroit clos et labyrinthique (parmi lequel il y en a plusieurs) et recherche des signes / pages dispersés sur la carte. Ce faisant, ils doivent éviter l'ennemi, un être surnaturel hostile connu sous le nom de Slender Man.
Les signes sont dispersés au hasard sur la carte. Les effets sonores de murmure fantomatique aident le joueur à les trouver, ainsi qu'une flèche rouge si l'option boussole est sélectionnée. L'homme élancé traque le joueur sur la carte et peut se téléporter plus près du joueur, mais il doit éviter de regarder l'ennemi. Lorsque le joueur voit l'homme élancé, il doit rapidement détourner le regard ou il sera tué (et perdra la manche). Deux options de jeu sont disponibles: un mode infini où le joueur doit trouver autant de signes que possible avant d'être tué par l'ennemi; ou un mode limité où ils doivent collecter sept signes, tandis que Slender Man devient de plus en plus agressif au fur et à mesure de leur progression. La difficulté peut également être sélectionnée.
Quatre cartes / lieux différents sont disponibles pour jouer: les ruines maudites, un ancien cimetière; la ville déserte, une ville fantôme déserte; la forêt hantée; et le Lost Ward, un asile abandonné. L'utilisateur peut également choisir parmi plusieurs options d'ambiance esthétique, notamment un mode jour et des modes nuit (avec plusieurs variantes).

## Accueil
On le trouve actuellement[Quand ?] parmi les 200 meilleurs jeux iPhone payants. 
David Craddock de TouchArcade a déclaré à propos du jeu: « Slender Rising est sans doute la meilleure version de Slender à ce jour et incontestablement le summum du mythe sur iOS ».
Edward Smith de l'International Business Times a déclaré: « Slender Rising est excellent. C'est effrayant et ça ajoute beaucoup de nouvelles idées intelligentes et bienvenues au jeu original ». 

## Suite
En janvier 2014, la suite Slender Rising 2 a été publiée sur l'App Store. Il propose de nouvelles cartes et de nouveaux mécanismes de jeu.